# Sphaerosoma subglabrum
Sphaerosoma subglabrum is een keversoort uit de familie Alexiidae. De wetenschappelijke naam van de soort is voor het eerst geldig gepubliceerd in 1936 door Normand.